# История квантовой теории поля
История квантовой теории поля началась в конце 1920-х годов, когда Поль Дирак попытался проквантовать электромагнитное поле.
Основные достижения в теории были достигнуты в 1940-х и 1950-х годах. Они привели к возникновению перенормированной квантовой электродинамики (КЭД). КЭД была настолько успешной теорией, что были предприняты существенные усилия для применения тех же основных понятий для других сил природы. В конце 1970-х годов это привело к возникновению калибровочной теории сильного и слабого взаимодействий, а затем появлению современной Стандартной модели физики частиц.
Попытки описать гравитацию с помощью тех же методов были неудачными. Изучение квантовой теории поля всё ещё актуально, как и применение её методов ко многим физическим проблемам. Метод остаётся одним из важнейших направлений теоретической физики и в настоящее время. Он лежит в основании общего языка для нескольких различных отраслей физики.

## Предыстория
Квантовая теория поля возникла в 1920-х годах. В 1924 году Луи де Бройль ввёл в физику идею волнового описания малых систем (частиц). Он говорил: «В этой работе мы исходим из предположения о существовании определённого периодического явления, которое ещё не определено, которое относится к каждому отдельному пакету энергии».
В 1925 году Макс Борн, Вернер Гейзенберг и Паскуаль Йордан представили теорию о внутренних степенях свободы поля как бесконечного набора гармонических осцилляторов, а затем применили процедуру канонического квантования для них. Их статья была опубликована в 1926 году. Эта теория предполагала отсутствие электрических зарядов или токов, то есть отсутствие источников поля, и сегодня она называется теорией свободного поля.
Первая теория квантовой электродинамики была создана Полем Дираком в 1927 году. Она включала как электромагнитное поле, так и электрически заряженное вещество, описываемое квантовой механикой. Эта квантовая теория поля использовалась для моделирования таких важных процессов, как излучение фотона электроном в атоме при переходе с более высокого на более низкий энергетический уровень. Одной из важнейших особенностей квантовой теории поля является способность описывать такие процессы с учётом многих частиц.
В 1929 году Вернером Гейзенбергом и Вольфгангом Паули были построены последовательные лагранжева и гамильтонова формы квантовой электродинамики (теория Гейзенберга — Паули). Эта теория не устраивала Дирака в первую очередь из-за симметричной трактовки поля и частиц, и в 1932 году он сформулировал свой подход. Вскоре Леон Розенфельд показал эквивалентность этих двух теорий. Идеи Дирака привели к формулировке в квантовой электродинамике многовременного формализма, в котором каждой частице приписывается своё время, а также электромагнитному полю приписывается отдельное время. Через 15 лет он будет обобщён Синъитиро Томонагой и Джулианом Швингером до сверхмноговременного формализма, в котором каждой точке пространства сопоставляется своё время.
Последним решающим шагом в формулировке квантовой теории поля стала теория β-распада, разработанная Энрико Ферми в 1934 году, в которой было показано, что нарушение сохранения видов фермионов следует из метода вторичного квантования. На первый план в его подходе выдвигаются операторы создания и уничтожения фермионов, а квантовая теория поля описывает распады частиц. Считается, что теория Ферми несколько затмила более абстрактные исследования советских физиков Дмитрия Иваненко и Виктора Амбарцумяна, которые предсказали создание массивных частиц в 1930 году. Гипотеза последних заключалась в том, что не только кванты электромагнитного поля, фотоны, но и другие массивные частицы могут возникать и исчезать в результате взаимодействия с другими частицами.

## Включение специальной теории относительности
Любой современный подход к квантованию электромагнитного поля должен как-то включать теорию относительности Эйнштейна, которая выросла из изучения классического электромагнетизма. Следующей главной мотивацией в развитии квантовой теории поля стала потребность в сочетании теории относительности и квантовой механики. Вольфганг Паули и Паскуаль Йордан показали в 1928 году, что квантовые поля можно привести к виду, который предполагается специальной теорией относительности при соответствующем преобразовании координат. Следующий этап для квантовой теории поля прошёл с открытием уравнения Дирака, которое сначала было сформулировано в виде одночастичного уравнения, аналогичного уравнению Шредингера. Уравнение Дирака учитывало значение спина-1/2 электрона и согласовывалось с его магнитным моментом, а также дало точные прогнозы для спектра атома водорода.
Попытка интерпретации уравнения Дирака как одночастичного уравнения не могла продолжаться долго. Впоследствии было показано, что несколько нежелательных свойств можно осмыслить путём переформулирования и переосмысления уравнения Дирака. Эту работу в 1930 году сначала выполнил сам Дирак с изобретением дырочной теории, а потом эту тему также исследовали Уэнделл Фёрри, Владимир Фок, Роберт Оппенгеймер и другие. В 1926 году, Эрвин Шрёдингер также самостоятельно нашёл релятивистское обобщение уравнения Шрёдингера, известное как уравнение Клейна — Гордона, но отверг его, поскольку оно описывало частицы без спина, что противоречило свойствам водородного спектра. Все релятивистские волновые уравнения, описывающие спин-0 частицы, называются уравнением типа Клейна — Гордона.

## Неопределённость
Тщательный анализ в 1933 году Нильсом Бором и Леоном Розенфельдом показал, что существует фундаментальное ограничение возможности одновременного измерения напряжённости электрического и магнитного полей, входящих в описание зарядов во взаимодействии с излучением, вызванное принципом неопределённости. Это ограничение имеет решающее значение для успешной формулировки и интерпретации квантовой теории поля фотонов и электронов. Анализ выполненный Бором и Розенфельдом объяснил колебания значений электромагнитного поля, отличающиеся от классически «разрешённых» значений на удалении от источников поля.
Их анализ убедил большинство физиков, что любое представление о возвращении к фундаментальному описанию природы, основанному на классической теории поля, например, которое поддерживал Эйнштейн своими многочисленными и неудачными попытками построить классическую единую теорию поля, просто не может быть и речи. Поля должны быть квантованные.

## Вторичное квантование
В необходимости последовательно и легко работать со статистикой многочастичных систем заключалось третье направление развития квантовой теории поля, которая была включена в теорию многих тел и сильно повлияла на физику конденсированного вещества и ядерную физику. В 1927 году Паскуаль Йордан распространил метод канонического квантования полей на волновые функции многих тождественных частиц, который известен как теория статистического преобразования. Эта процедура сейчас иногда называют вторичным квантованием. В 1928 году Юджин Вигнер и Йордан обнаружили, что квантовое поле, которое описывает электроны, нужно расширить с помощью операторов рождения и уничтожения, используя правило антикоммутации из-за принципа исключения Паули.

## Проблема бесконечностей
Несмотря на свои ранние успехи, квантовая теория поля имела несколько серьёзных теоретических трудностей. Основные физические величины, такие как собственная энергия электрона, энергетический сдвиг электронных состояний вследствие присутствия электромагнитного поля, давали расходящиеся, бессмысленные результаты. Проблема энергии электромагнитного поля электрона была серьёзной проблемой в классической теории поля. Попытка задать электрону конечный размер или протяжённость (классический радиус электрона) немедленно привела к вопросу о силах неэлектромагнитной природы, что удерживали бы электрон целым преобладая над силами кулоновского отталкивания из-за его конечных размеров. Ситуация имела определённые особенности, которые многим напоминали о «катастрофе Рэлея — Джинса». Однако ситуация, сложившаяся в 1940-х годах была не настолько мрачной, поскольку правильные ингредиенты для теоретического описания взаимодействующих фотонов и электронов были на своём месте.

## Процедуры перенормировки
«Проблема расходимостей» была решена в 1947—1949 годах для квантовой электродинамики с помощью перенормировки Гансом Бете, Гансом Крамерсом, Джулианом Швингером, Ричардом Фейнманом и Синъитиро Томонагой. Процедуру перенормировки систематизировал Фримен Дайсон в 1949 году. Прогресс был достигнут после осознания, что все бесконечности в квантовой электродинамике связаны с двумя эффектами: вакуумной поляризацией и собственной энергией электрона (позитрона).
Метод борьбы с расходимостями — ренормализация требует очень пристального внимания к понятию «заряд» и «масса», поскольку они возникают в свободных уравнениях поля без взаимодействия. Сам по себе «вакуум» поляризуется, следовательно, наполнен виртуальными частицами (в оболочке и вне оболочки) парами, и является быстро меняющейся и сложной динамической системой. Это стало критическим шагом в определении источника «бесконечности» и «расходимостей». Значения «голой массы» и «голого заряда» частицы являются абстракциями, которые просто не реализуются в эксперименте. Те величины, что мы измеряем в эксперименте, и которые нужно учитывать в расчётах должны использовать понятия «перенормированная масса» и «перенормированный заряд» частицы. То есть их «одетые» (в шубу из виртуальных частиц) значения, должны возникать из самой природы этих квантовых полей.

## Калибровочная инвариантность
Первый подход известен как «представление взаимодействия» — ковариантное и калиброванного-инвариантное обобщение, которое применяется в обычной квантовой механике при работе с зависящей от времени теории возмущений, разработанной Томонагой и Швингером. Они обобщили предыдущие результаты Дирака, Фока и Подольского и изобрели релятивистски-ковариантную схему представления полевых операторов и их коммутаторов в промежуточной форме между основными представлениями квантовой системы — представлениями Шредингера и Гейзенберга. В рамках этой схемы коммутаторы полей в разных точках можно оценивать с точки зрения «голых» полевых операторов рождения и уничтожения. Это позволяет отслеживать эволюцию во времени как «голых», так и «перенормированных», или возмущённых значений гамильтониана и выражается в терминах связанных, калибровачно-инвариантных «голых» уравнений поля. Следующий и самый известный шаг совершил Ричард Фейнман, который сопоставил «графы» или «диаграммы» членам в матрицы рассеяния (см. S-матрицу и диаграммы Фейнмана). Они должны непосредственно соответствуют (с помощью уравнения Швингера — Дайсона) измеряемым физическим процессам (сечениям, амплитудам вероятности, ширинам распада и временам жизни возбуждённых состояний), которые нужно рассчитать. Его подход произвёл революцию в исчислении квантовой теории поля благодаря своей практичности.
Два классических учебника 1960-х годов основательно усовершенствовали методы Фейнмановских диаграмм, используя физически интуитивные и практические методы, вытекающие из принципа соответствия: авторства Джеймса Д. Бьёркена, Сидни Д. Дрелла, «Релятивистская квантовая механика» (1964) и Дж. Дж. Сакурая, «Продвинутая квантовая механика» (1967). Хотя живописный стиль Фейнмана подходил для борьбы с бесконечностями, и формальные методы Томонаги и Швингера также работали чрезвычайно хорошо и давали чрезвычайно точные ответы, настоящая теория, сформулированная как «квантовая теория поля» для получения конечных результатов, была разработана гораздо позже, когда потребовалось быстро сформулировать теории сильных и электрослабых взаимодействий.
В 1965 году Бьёркен и Дрелл заметили: "Квантовая электродинамика (КЭД) достигла статуса мирного сосуществования с её разногласиями . . . " «Quantum electrodynamics (QED) has achieved a status of peaceful coexistence with its divergences …».
Объединение электромагнитного и слабого взаимодействий столкнулось с начальными трудностями из-за отсутствия достаточно высоких энергий на ускорителях, которые требовались для выявления процессов вне диапазона взаимодействия Ферми. Кроме того, следовало разработать удовлетворительное теоретическое понимание адронной структуры, что воплотилось в кварковой модели.

## Неабелева калибровочная теория
Благодаря несколько прямому подходу, специальным и эвристическим методам Фейнмана и абстрактным методам Томонаги и Швингера, скомбинированных Фрименом Дайсоном, в период начального описания, квантовая теория поля была сформулирована с достаточной математической строгостью. Она оказалась наиболее точной известной физической теорией. Квантовая электродинамика — самый известный пример абелевой калибровочной теории. Она опирается на группу симметрии U(1) и имеет одно безмассовое калибровочное поле, калибровочную симметрию U(1), что диктует форму взаимодействий, которые используют электромагнитное поле, причём фотон является калибровочным бозоном.
С работами Янга и Миллса в 1950-х годах появилось глубокое понимание типов симметрий и инвариантов, которым должна обладать любая теория поля. Все теории КЭД были обобщены в класс квантовых теорий поля, известных как калиброванные теории. То, что симметрии диктуют, ограничивают и требуют формы взаимодействия между частицами, является сутью «калибровочной революции». Янг и Миллс сформулировали первый явный пример неабелевой калибровочной теории — теорию Янга — Миллса, с целью объяснения сильных взаимодействий. В середине 1950-х гг. переносчики сильных взаимодействий (неправильно) связали с пи-мезонами, частицами, предсказанными Юкавой в 1935 году на основе его глубоких размышлений о взаимной связи между массой любой частицы, передающей взаимодействие, и диапазоном расстояний на которое передаётся взаимодействие. Эта связь следует из принципа неопределённости. При отсутствии знаний о динамике, Мюррей Гелл-Манн впервые предложил использовать физические соображения основанные на неабелевых симметриях, и ввёл неабелевы группы Ли и алгебру токов в калибровочную теорию, которые её заменили на бесконечномерном пространстве.
В 1960—1970-х годах была сформулирована калибровочная теория, известная под названием Стандартная модель физики частиц, которая систематически описывает элементарные частицы и взаимодействие между ними. Сильные взаимодействия описываются квантовой хромодинамики (КХД) на основе цветовой группы SU(3). Для описания слабых взаимодействий нужна дополнительная особенность в структуре теории — спонтанное нарушение симметрии, описанное Ёитиро Намбу и механизм Хиггса.

## Электрослабое объединение
Часть относящаяся к электрослабому взаимодействию Стандартной модели была сформулирована в 1959 году Абдусом Саламом, Шелдоном Глэшоу и Джоном Клайвом Уордом, которые открыли структуру теории групп SU(2)xU(1). В 1967 году Вайнберг применил механизм Хиггса для генерации масс W и Z-бозонов и получения нулевой массы фотона. Идея Голдстоуна и Хиггса по созданию массы в калибровочных теориях возникла в конце 1950-х — начале 1960-х годов, когда ряд теоретиков (в том числе Ёитиро Намбу, Вайнберг, Джеффри Голдстоун, Франсуа Энглер, Роберт Брут, Г. С. Гуральник, К. Р. Хаген, Том Киббл и Филипп Уоррен Андерсон) заметили аналогию спонтанного нарушения U(1) симметрии электромагнетизма при формировании основного состояния сверхпроводника в теории БКШ. Калибровочный бозон — фотон ведёт себя так, будто он приобрёл конечную массу.
Существует ещё одна возможность, что физический вакуум (основное состояние) не имеет симметрии, предусмотренной «непрерванным» лагранжианом электрослабого взаимодействия, из которого можно получить уравнения поля. Теория электрослабого взаимодействия Вайнберга и Салама была продемонстрирована как перенормируемая и, следовательно, согласована Герардом Хоофт и Мартинусом Велтманом. Теория Глэшоу — Вайнберга — Салама (теория ГВС) оказалась успешной и, в некоторых приложениях, даёт точность наравне с квантовой электродинамике.

## Квантовая хромодинамика
В случае сильных взаимодействий прогресс в построения приемлемой теории на коротких расстояниях или высоких энергий был намного медленнее. Для сильного взаимодействия с электрослабыми полями существовали сложные вопросы силы сцепления, генерирования массы носителей силы и их нелинейного самовзаимодействия. Однако был достигнут теоретический прогресс в направлении большой унифицированной квантовой теории поля. Он включает электромагнитную силу, слабую силу и сильную силу. Теория всего, которая включала бы гравитационную силу, ещё находится в интенсивных исследованиях теоретической физики. Гравитация соответствует тензорному описанию калибровочного бозона спина-2, «гравитона», который обсуждается в сопутствующих теориях общей теории относительности и квантовой гравитации.

## Квантовая гравитация
С точки зрения методов (четырёхмерной) квантовой теории поля, квантование гравитации хуже других теорий поля поддавалась разработанным подходам. Об этом свидетельствуют попытки сформулировать последовательную теорию квантовой гравитации.
Существуют технические проблемы, связанные с тем, что константа гравитационного связи имеет величину, которые включают обратные силы массы. Как следствие, он страдает от пертурбативно негативных нелинейных самовзаимодействий. Гравитация сама по себе является источником гравитации, аналогично калибровочным теориям, приводит к неконтролируемым разногласий при увеличении порядков теории возмущений.
Кроме того, согласно принципу эквивалентности, гравитация взаимодействует со всей энергией одинаково сильно. Это делает понятие действительно «отключением» или отделением гравитационного взаимодействия от других взаимодействий неоднозначным, поскольку при гравитации, мы имеем дело с самой структурой пространства-времени.
Более того, квантовая теория поля в криволинейном пространстве-времени не устанавливает, что необходима теория квантовой гравитации.

## Современные рамки перенормировки
Новые достижения в понимании фазовых переходов в физике конденсированного вещества привели к новым представлениям, основанных на ренормализационной группе. Утверждение Лео Каданов (1966) и Кеннета Геддеса Вильсона — Майкла Фишера (1972) расширяли работу Эрнста Штукельберга — Андре Петермана (1953) и Мюррея Гелл-Манна — Фрэнсиса Лоу (1954). Это привело в 1975 году к основной переформулировки квантовой теории поля Кеннетом Геддесом Вильсоном. Полученное новое описание дало представление об эволюции эффективных теорий поля для всех теорий поля. Вывод заключается в том, что большинство наблюдаемых является «нерелевантным», то есть в макроскопической физике в большинстве систем преобладают лишь некоторые наблюдаемые.
В тот же период Лео Каданов (1969) ввёл формализм операторной алгебры для двумерной модели Изинга, широко изученной математической модели ферромагнетизма в статистической физике. Это привело к предположению, что квантовая теория поля описывает свой предел масштабирования. Затем появилась идея, что конечное количество генераторных операторов может представлять все корреляционные функции модели Изинга. Александр Белавин, Александр Поляков и Александр Замолодчиков в 1984 году предложили существование гораздо более сильной симметрии границы масштабирования двумерных критических систем. Это привело к развитию конформной теории поля, которая в настоящее время используется в различных областях физики конденсированных веществ и физики частиц.
Ренормализационная группа охватывает набор идей и методов для масштабного отслеживания изменений поведения теории. Это обеспечивает глубокое физическое понимание, повлёкшее «великий синтез» теоретической физики, объединив теоретические методы квантового поля.
Теория поля сильных взаимодействий и квантовая хромодинамика полагается на ренормгруппу за её характерные черты, цветовой конфайнмент и асимптотическую свободу.